# یواس‌اس نانیگو (وای‌تی‌بی-۵۳۷)
یواس‌اس نانیگو (وای‌تی‌بی-۵۳۷) (به انگلیسی: USS Nanigo (YTB-537)) یک کشتی بود که طول آن ۱۰۰ فوت (۳۰ متر) بود. این کشتی در سال ۱۹۴۵ ساخته شد.